# 燕水仙属
燕水仙属是石蒜科的一属，屬下僅燕水仙一種。